# Robinsichthys arrowsmithensis
Robinsichthys arrowsmithensis är en fiskart som beskrevs av Birdsong, 1988. Robinsichthys arrowsmithensis ingår i släktet Robinsichthys och familjen smörbultsfiskar. Inga underarter finns listade i Catalogue of Life.